# Edmundo Gurza Villarreal
Edmundo Gurza Villarreal (Torreón, Coahuila, 2 de noviembre de 1928) fue presidente de la mesa directiva de la Alianza Francesa de la Laguna en 1977, Edmundo Gurza Villarreal nació en la ciudad de Torreón, Coahuila, el 2 de noviembre de 1928. Sus padres, Eduardo Gurza de la Peña y Laura Villarreal y Fierro, eran originarios de la ciudad de Durango. El joven Edmundo estudió la Secundaria en el Instituto Francés de la Laguna, y la Preparatoria en la Escuela Carlos Pereyra. Ingresó a la carrera de ingeniería civil en el Colegio de Ingenieros de la UNAM. En 1958, regresó a Torreón y el 2 de abril de 1959 se casó con Hermelinda Jaidar Veloz mujer, madre y esposa brillante que lo apoyo incondicionalmente durante toda su trayectoria.
En México trabajó para el Departamento del Distrito Federal y participó en algunas obras como el Viaducto Piedad. En La Laguna dirigió la construcción de la Planta Termoeléctrica Francke; participó en la instalación de la red hidráulica y sanitaria de la ciudad de Torreón, la construcción del boulevard Constitución, y remodeló el edificio del Banco de México. Diseñó varios fraccionamientos en Torreón y Gómez Palacio, entre ellos La Rosita y Del Bosque. Constructor de obra civil, religiosa y social, edificó más de 15 mil casas habitación, así como escuelas en todo el estado de Coahuila, Durango y Nuevo León. Codirigió una distribuidora de maquinaria pesada para la construcción y la agroindustria. Incursionó en el periodismo local con las columnas “Palestra” y “Gazapos” y eventualmente en diarios foráneos, abordando distintos temas y denunciando injusticias con valentía. Fue maestro de historia en el Instituto Francés de la Laguna, la Preparatoria Carlos Pereyra así como en otras instituciones educativas. Hombre de amplia cultura, su biblioteca albergaba bibliografía en idioma francés.
En el plano político, ingresó al Partido Acción Nacional en 1961. Fue candidato a diputado federal en 1964 y candidato a regidor en 1966. En 1978 se postuló para la presidencia municipal de Torreón habiendo ganado las elecciones que el entonces priista congreso del estado se negó a reconocer. Durante un mitin en la Plazuela Juárez en protesta por el fraude electoral, fue secuestrado y encarcelado, causándole sus captores varias fracturas en una pierna. En 1979 fue candidato a diputado federal y participó en la LI Legislatura. Fue el primer diputado en interpelar a un presidente de la República, José López Portillo, durante un informe de gobierno, lo cual le trajo prestigio pero también amenazas de muerte. También fue candidato a gobernador de Coahuila. Dentro del partido presidió varias veces los comités municipal y estatal, y fue consejero nacional. Orador elocuente, tuvo capacidad de convocatoria y aún se recuerdan sus multitudinarias marchas. Fungió como regidor en el Ayuntamiento de Torreón 1994-1996 y colaboró en la Admon del Presidente Mpal Jorge Zermeño como asesor de 1997-1999.
Devoto católico, hombre íntegro, idealista y luchador incansable por el bien común, pertenecía a los honorables Caballeros de Colon, fue iniciador del Movimiento Familiar Cristiano, su vida la dedicó a la Tercera Orden Franciscana Seglar, y por ello solicitó que le enterraran con el hábito franciscano.